# 65 Batalion Saperów (1939)
65 batalion saperów (65 bsap) – oddział saperów Wojska Polskiego.
Batalion nie występował w pokojowej organizacji wojska. Został sformowany w 1939 przez 5 batalion saperów z Krakowa.

## Formowanie i działania
65 bsap został sformowany w dniach 24-26 sierpnia 1939, w Krakowie, w mobilizacji alarmowej, w grupie jednostek oznaczonych kolorem żółtym. Jednostką mobilizującą był 5 batalion saperów. Batalion został utworzony według organizacji wojennej L.3661/mob.org. – batalion saperów typ I. Organizacja przewidywała: dowództwo batalionu, dwie kompanie saperów po trzy plutony, zmotoryzowaną kompanię saperów, pluton rozpoznawczy, pluton minerski, pluton sprzętowy, pluton odwodowy, pluton transportowy i kolumnę saperska. Po zakończeniu mobilizacji 65 bsap został podporządkowany dowódcy Armii „Kraków” i w jej składzie walczył w kampanii wrześniowej.
Po mobilizacji został; przesunięty do Oświęcimia. W dniach 4-6 września 65 bsap zniszczył mosty: na Wiśle i Sole w rejonie Oświęcimia oraz na Wiśle pod Mogiłą, a także mosty i przeprawy na Dunajcu.
12 września 1939 część batalionu w liczbie 5 oficerów oraz 150 podoficerów i saperów pod dowództwem kpt. Tadeusza Grzmielewskiego została skierowana z postoju w Dzikowie pod Baranów Sandomierski, gdzie razem z 23 bsap zbudowała przeprawę na Wiśle dla oddziałów GO „Jagmin”.

## Struktura i obsada etatowa
Obsada personalna we wrześniu 1939:
- Dowództwo batalionu

dowódca – mjr Antoni Pecha
zastępca dowódcy – kpt. Tadeusz Józef Grzmielewski
adiutant – ppor. rez. Jerzy Stanisław Długoszewski
oficer materiałowy – ppor. Bronisław Kucharski
lekarz batalionu – ppor. rez. lek. dr Adam Wiktor Górka
- 1 kompania saperów – por. Wacław Boguszewski
  - dowódca I plutonu – ppor. rez. Zygmunt Nowak
  - dowódca II plutonu – ppor. rez. Adam Władysław Doboszyński
  - dowódca III plutonu – ppor. rez. Adam Ludwik Schönthaler
- 2 kompania saperów – por. Antoni Szajta
  - dowódca I plutonu – ppor. rez. Ludwik Józef Koczy
  - dowódca II plutonu – ppor. rez. Bogusław Marian Nowaczyński
  - dowódca III plutonu – ppor. rez. inż. Kazimierz Marian Dekler
- 3 zmotoryzowana kompania saperów – kpt. Władysław Pogorzelski R[4]
  - dowódca plutonu rozpoznawczego – por. Aleksander Koślacz R
    - dowódca 1 patrolu rozpoznawczego – por. rez. pdsc Teodor Jan Gucwa
    - dowódca 2 patrolu rozpoznawczego – ppor. rez. Rudolf Błahut

  - dowódca plutonu minerskiego – ppor. Jan Uchto
  - dowódca plutonu technicznego – ppor. rez. inż. Stefan Bergander
  - szef kompanii – sierż. Franciszek Bochniak
- kolumna saperska – ppor. rez. inż. Władysław Czarnik